# Profase

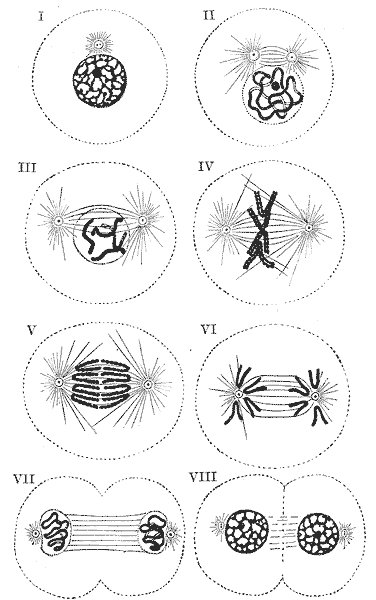
Schematische weergave van de celdeling; II t/m VIII vormen de mitose - I: Interfase; II: Profase; III: Prometafase; IV: Metafase; V en VI: Anafase; VII: Telofase; VIII: Cytokinese

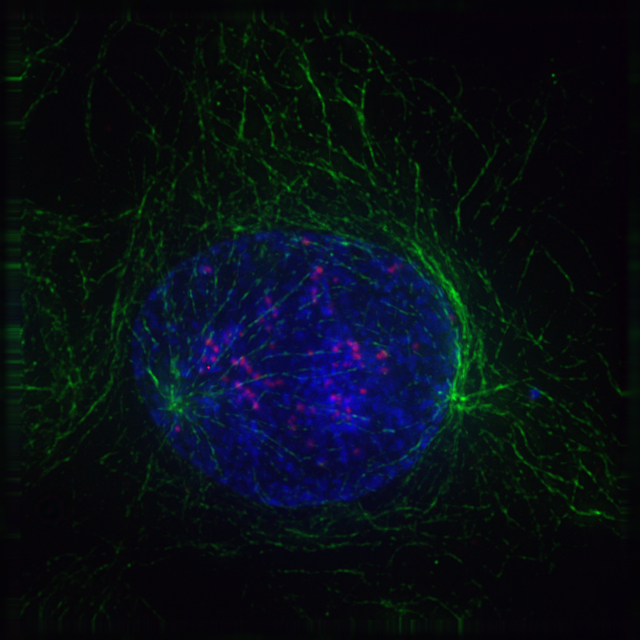
Cel in profase,

Profase is een fase in de mitose waarin chromatine condenseert tot sterk geordende structuren: de chromosomen. Dit proces, chromatinecondensatie genoemd, wordt veroorzaakt door het condensine (eiwit) complex. Aangezien het genetische materiaal is verdubbeld zijn er van elk chromosoom twee identieke kopieën in de cel aanwezig. Elk paar identieke chromosomen, zuster chromatiden genoemd, zijn met elkaar verbonden via een DNA element dat de centromeer wordt genoemd. Het doel van de mitose is dat er telkens één kopie van elke zuster chromatide in elke dochtercel terechtkomt na de celdeling.
Een belangrijk organel tijdens de mitose is de centrosoom of spoelfiguur. Tijdens de profase wordt de microtubuli-nucleotiderende activiteit van de beide centrosomen, die zich onafhankelijk van de mitose vermeerderen, verhoogd door een toename in γ-tubuline. De centromeren worden naar de tegenovergelegen uiteinden van de celkern gedrukt door moleculaire motoren die werkzaam zijn op de microtubuli. De kernmembraan valt na de profase uiteen zodat de microtubuli de kinetochoren op de chromosomen kan bereiken. Tijdens de prometafase, de volgende stap tijdens de mitose, zullen de microtubuli zich hechten aan de chromosomen. Tevens verdwijnt de nucleolus.

## Profase in plantencellen
De cellen van hogere planten (zoals bedektzadigen) ondergaan een aantal gebeurtenissen voorafgaand aan de profase die hen voorbereiden op de mitose. In cellen waarin veel ruimte wordt ingenomen door de vacuole moet de celkern zich eerst naar het midden van de cel verplaatsen voordat de mitose kan beginnen.
De profase wordt in plantencellen voorafgegaan door de preprofase, die alleen in planten voorkomt. De preprofase wordt gekarakteriseerd door de formatie van een ring microtubuli en actine filamenten (de preprofase ring) onder het plasmamembraan, om het equatoriale vlak van het toekomstige spoelfiguur, wat de positie van de nieuwe celwand, die gevormd wordt tijdens de telofase, bepaalt. De preprofase ring verdwijnt tijdens het uiteenvallen van het kernmembraan en de formatie van de spoeltjes tijdens de prometafase.